# Deutsche Eishockey Liga
A Deutsche Eishockey Liga ou DEL (Liga Alemã de Hóquei no Gelo) é uma liga profissional alemã de hóquei no gelo fundada em 1994. Foi criada para substituir a Ice hockey Bundesliga e se tornou a principal liga da Alemanha. Diferente da antiga liga, a DEL não é administrada pela Federação Alemã de Hóquei no Gelo. Atualmente, a DEL tem o maior número de jogadores americanos e canadenses fora da América do Norte.

## Times

### Times atuais
| Time                    | Cidade       | Fundação | Arena                         | Capacidade |
| ----------------------- | ------------ | -------- | ----------------------------- | ---------- |
| Augsburger Panther      | Augsburg     | 1878     | Curt Frenzel Stadium          | 7,774      |
| Eisbären Berlin         | Berlin       | 1954     | Mercedes-Benz Arena           | 14,200     |
| Düsseldorfer EG         | Düsseldorf   | 1935     | ISS Dome                      | 13,400     |
| Hamburg Freezers        | Hamburg      | 2002     | Barclaycard Arena             | 13,000     |
| ERC Ingolstadt          | Ingolstadt   | 1964     | Saturn Arena                  | 4,815      |
| Iserlohn Roosters       | Iserlohn     | 1959     | Eissporthalle Iserlohn        | 4,967      |
| Kölner Haie             | Cologne      | 1972     | Lanxess Arena                 | 18,500     |
| Krefeld Pinguine        | Krefeld      | 1936     | König Palast                  | 9,000      |
| Adler Mannheim          | Mannheim     | 1938     | SAP Arena                     | 13,600     |
| EHC Red Bull München    | Munich       | 1998     | Olympia Eishalle              | 6,136      |
| Thomas Sabo Ice Tigers  | Nuremberg    | 1980     | Arena Nürnberger Versicherung | 9,400      |
| Schwenninger Wild Wings | Schwenningen | 1904     | Helios Arena                  | 6,215      |
| Straubing Tigers        | Straubing    | 1948     | Eisstadion am Pulverturm      | 6,000      |
| Grizzlys Wolfsburg      | Wolfsburg    | 1975     | Eisarena Wolfsburg            | 4,660      |